# Tylonycteris
Genre
Tylonycteris est un genre de mammifères chiroptères (chauves-souris) de la famille des Vespertilionidae.

## Liste d'espèces
Selon ITIS (14 août 2010) :
- Tylonycteris pachypus (Temminck, 1840)
- Tylonycteris robustula Thomas, 1915